# Research Triangle Park
Research Triangle Park (RTP) este cel mai mare parc de cercetare din lume, localizat lângă Durham, Raleigh și Chapel Hill, în Carolina de Nord. O mică parte din RTP se află în Wake County, dar marea majoritate a suprafeței se află în Durham County.
RTP este unul dintre cele mai importante centre high-tech de cercetare și dezvoltare din Statele Unite ale Americii putându-se compara cu Silicon Valley. A fost creat în 1959 de către universitățile și companiile din apropriere. Karl Robbins a achiziționat terenul unde a fost construit parcul.
Parcul are aproximativ 28 km², situate într-o pădure de pin și încă aproximativ 4.5 km² rezervați pentru dezvoltări ulterioare. Încă de la începutul anilor 2000, mai mult de 100 de companii își aveau centre deschise în zonă, cu un total de aproximativ 38 500 angajați. Parcul este în apropierea autostrăzii Interstate 40 și a autostrăzii Durham Freeway.
Parcul este căminul celei mai mari locații IBM din lume; compania având aici aproximativ 11 000 de angajați.

## Companii și instituții din și de lângă Research Triangle Park
- BASF
- Bayer
- Becton Dickinson
- Biogen Idec
- Böwe Bell & Howell
- Blue Phoenix Solutions
- Carolina Student Biotechnology Network
- CheckFree Investment Services
- Cisco Systems
- Credit Suisse First Boston
- DuPont
- DynCorp
- EMC
- Environmental Protection Agency
- Ericsson
- Extreme Networks
- General Electric
- GlaxoSmithKline
- International Business Machines
- International Union of Pure and Applied Chemistry
- Lenovo
- National Institute of Environmental Health Sciences
- National Humanities Center
- Network Appliance
- Nortel Networks
- North Carolina Supercomputing Center
- Research Triangle Institute
- Sigma Xi
- Sony Ericsson
- Southern Capitol Ventures
- Spirent Communications
- Syngenta
- United States Forest Service
- Verizon
- Wyeth

## Universități
- Duke University
- North Carolina State University
- University of North Carolina at Chapel Hill
- North Carolina Central University